# Genista arbusensis
Genista arbusensis är en ärtväxtart som beskrevs av Vals. Genista arbusensis ingår i släktet ginster, och familjen ärtväxter. Inga underarter finns listade i Catalogue of Life.